# Peter Lundgren
Peter Lundgren (Kramfors, Suecia, 29 de enero de 1965-23 de agosto de 2024) fue un jugador y entrenador de tenis sueco. En su carrera ha conquistado seis torneos a nivel ATP, su mejor posición fue N.º 25 en diciembre de 1985. Además es conocido por haber sido entrenador de Roger Federer, Stanislas Wawrinka, Marcelo Ríos y Marat Safin.

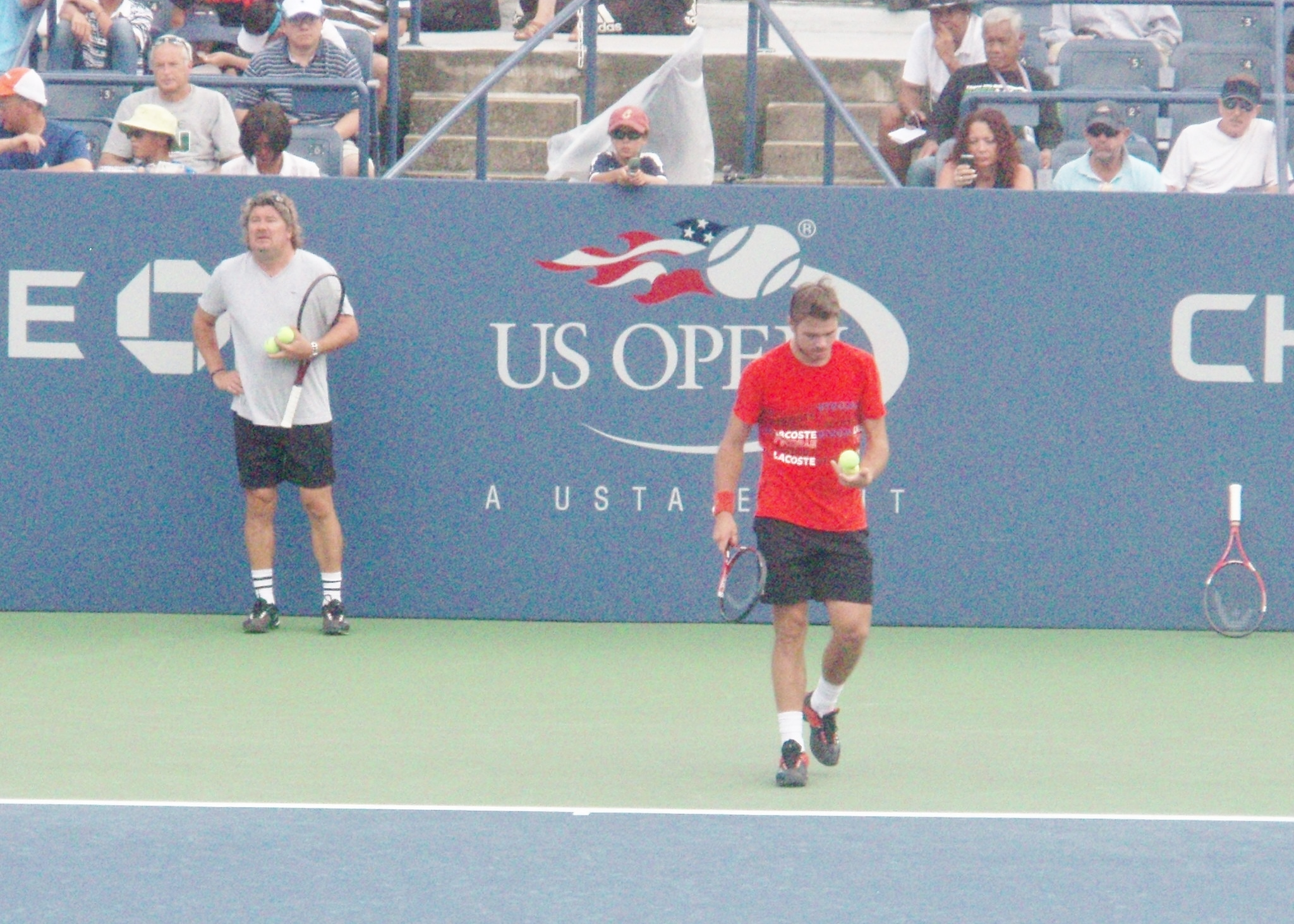
Peter Lundgren junto a Stanislas Wawrinka.

## Títulos (6; 3+3)

### Individuales (3)
| Leyenda                |
| ---------------------- |
| Grand Slam (0)         |
| Tennis Masters Cup (0) |
| ATP Masters Series (0) |
| ATP Tour (3)           |

| N.º | Fecha | Torneo        | Superficie    | Oponentes en la final | Resultado     |
| --- | ----- | ------------- | ------------- | --------------------- | ------------- |
| 1.  | 1985  | Colonia       | Dura          | Ramesh Krishnan       | 6–3, 6–2      |
| 2.  | 1987  | Rye Brook     | Tierra batida | John Ross             | 6–7, 7–5, 6–3 |
| 3.  | 1987  | San Francisco | Moqueta       | Jim Pugh              | 7–6, 6–1      |

### Dobles (3)
| Leyenda                |
| ---------------------- |
| Grand Slam (0)         |
| Tennis Masters Cup (0) |
| ATP Masters Series (0) |
| ATP Tour (3)           |

| N.º | Fecha | Torneo   | Superficie | Pareja         | Oponentes en la final      | Resultado |
| --- | ----- | -------- | ---------- | -------------- | -------------------------- | --------- |
| 1.  | 1986  | Tel Aviv | Dura       | John Letts     | Christo Steyn Danie Visser | 6–3, 6–3  |
| 2.  | 1988  | Newport  | Hierba     | Kelly Jones    | Scott Davis Dan Goldie     | 6–3, 7–6  |
| 3.  | 1990  | Sídney   | Dura       | Broderick Dyke | Stefan Edberg Ivan Lendl   | 6–2, 6–4  |